# Plagiodontes
Plagiodontes is een geslacht van weekdieren uit de klasse van de Gastropoda (slakken).

## Soorten
- Plagiodontes brackebuschii (Doering, 1877)
- Plagiodontes daedaleus (Deshayes, 1851)
- Plagiodontes dentatus (W. Wood, 1828)
- Plagiodontes multiplicatus (Doering, 1877)
- Plagiodontes parodizi Pizá & Cazzaniga, 2016
- Plagiodontes patagonicus (d'Orbigny, 1835)
- Plagiodontes rocae Doering, 1881
- Plagiodontes strobelii (Doering, 1877)
- Plagiodontes weyenberghii (Doering, 1877)
- Plagiodontes weyrauchi Pizá & Cazzaniga, 2009